# Reinaldo Iturriza
Reinaldo Antonio Iturriza López (Ciudad Guayana, Bolívar, Venezuela, 30 de noviembre de 1973) es un político, sociólogo y escritor venezolano. Fue el ministro del Poder Popular para la Cultura de Venezuela de septiembre de 2014 hasta enero de 2016.

## Biografía
Egresado de la Universidad Central de Venezuela, como sociólogo, mención magna cum laude. Fue profesor de la Universidad Bolivariana de Venezuela.
Fue el ministro del Poder Popular para las Comunas y los Movimientos Sociales entre el 21 de abril de 2013 y el 2 de septiembre de 2014. Fue sustituido por Elías Jaua. El 3 de septiembre de 2014 asumió el Ministerio del Poder Popular para la Cultura de Venezuela bajo la posesión del presidente Nicolás Maduro, hasta enero de 2016. Fue sustituido por Freddy Ñáñez..   Fue candidato a la Asamblea Nacional Constituyente, electa el 30 de julio de 2017.

## Libros de su autoría
- 27 de febrero de 1989: interpretaciones y estrategias (2006)
- El chavismo salvaje (2017)
- Con gente como esta es posible comenzar de nuevo (2022)

## Colaboración en obras colectivas
- Rosa Luxemburg o el precio de la libertad (Editor: Jörn Schütrumpf, 2011)
- Un día para siempre. Treinta y tres ensayos sobre el 4F (2012)
- Crónicas de Comunas. Donde Chávez vive (2015)
- América Latina. Huellas y retos del ciclo progresista (Compiladores: Pablo Solana y Gerardo Szalkowicz, 2017)
- Venezuela: lecturas urgentes desde el Sur (Editores: Daniel Chávez, Hernán Ouviña, Mabel Thwaites Rey, 2017)